# Apsarasa moluccana
Apsarasa moluccana är en fjärilsart som beskrevs av Karl Grünberg 1911. Apsarasa moluccana ingår i släktet Apsarasa och familjen nattflyn. Inga underarter finns listade i Catalogue of Life.